# Mode sombre

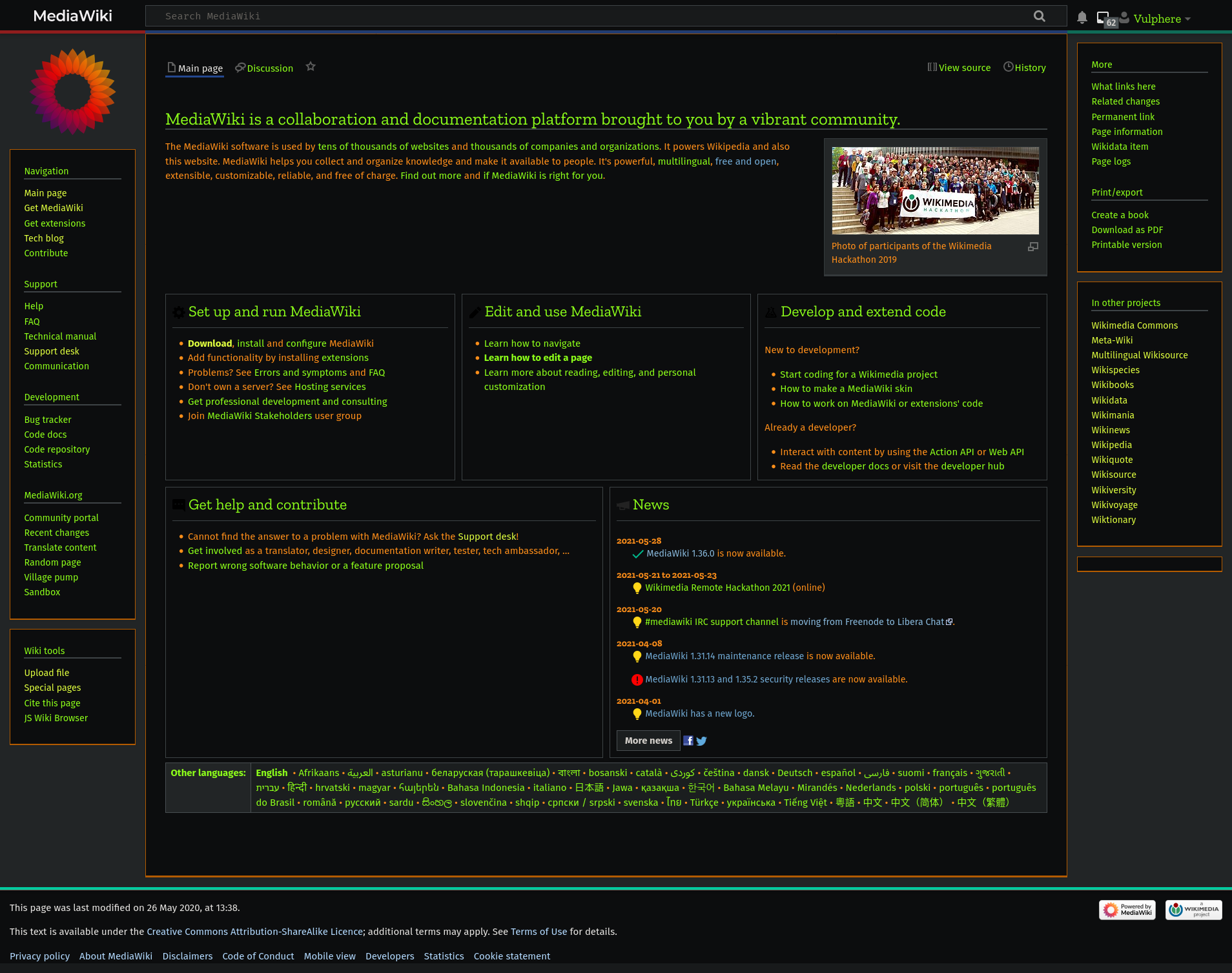
Une page web en mode sombre.

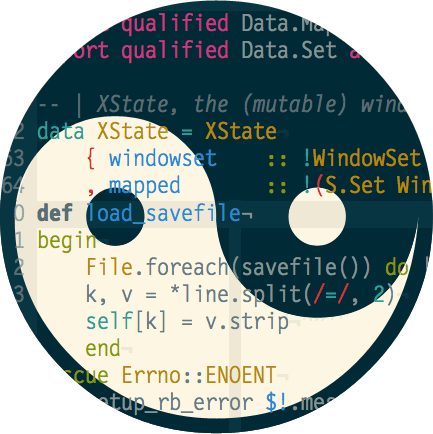
Illustration du mode normal à gauche en bas sur fond blanc, et du mode sombre à droite en haut sur fond sombre

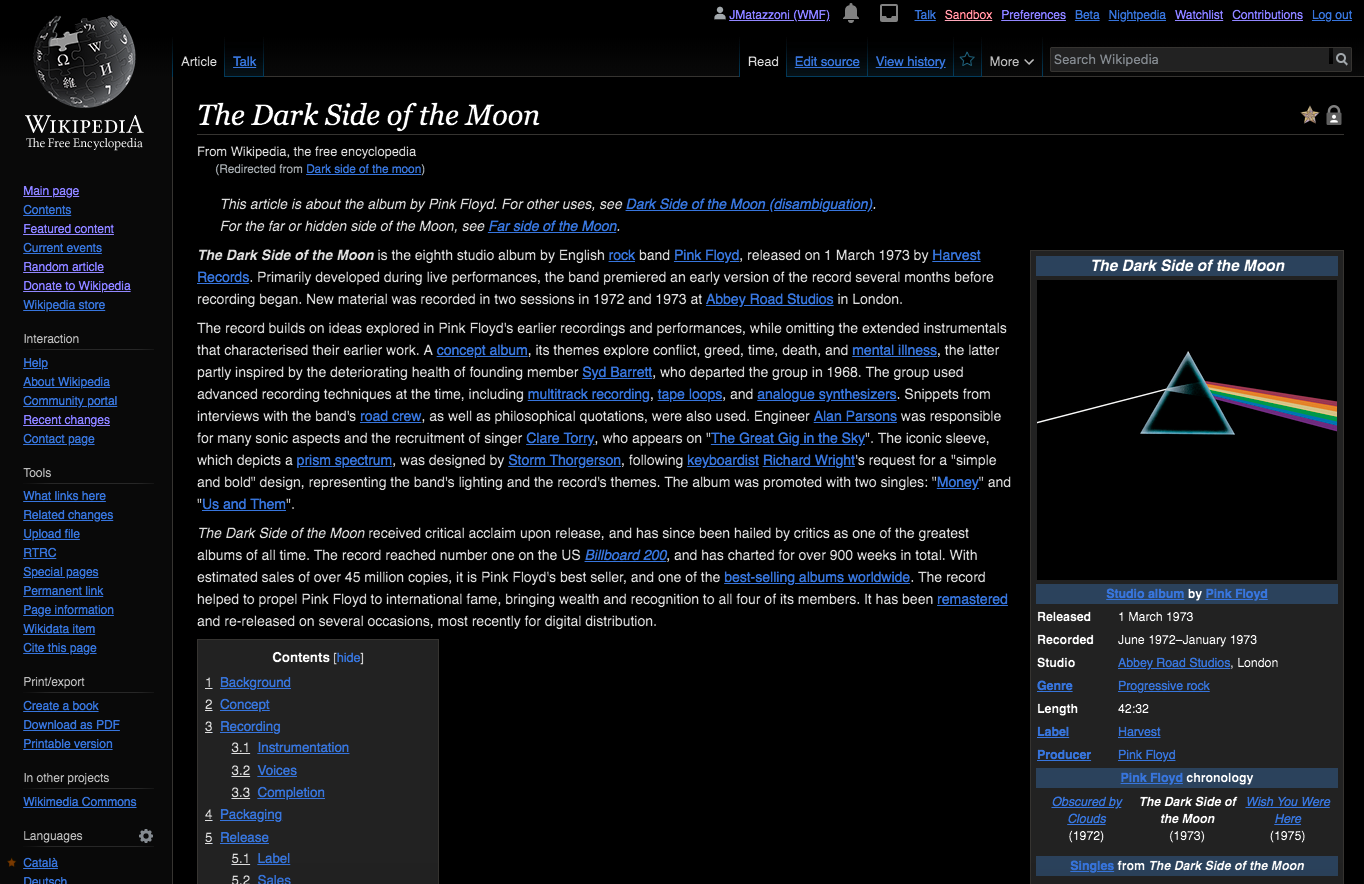
Capture d'écran de la version en anglais et en mode sombre de l'article The Dark Side of the Moon.

Le mode sombre (dark mode, night mode ou encore light-on-dark color scheme en anglais) est un choix de couleur (ou thème) appliqué aux icônes, textes et interfaces homme-machine affichées sur un fond sombre d'un site web, d'un logiciel ou d'un système d'exploitation.
Dans certaines conditions d'éclairage, ce choix de couleur serait utile pour réduire la fatigue visuelle et la consommation en énergie par rapport aux autres modes d'affichage,. Des utilisateurs en sont adeptes et envoient des demandes aux sites internet ; mais les études divergent sur le gain de confort en mode sombre ou aux développeurs logiciels pour le support de ce mode mais les études récentes démontrent que 25% de la population rencontrent des difficultés de lecture en mode sombre, notamment les myopes et les astigmates.
En luminosité normale, plusieurs études, dont celle du Sensory Perception & Interaction Research Group, ont montré que la lecture sur fond blanc est plus facile et plus rapide que sur fond noir. Avec un fond noir, l’œil est aussi victime d’un « effet de halo » qui rend le texte blanc moins lisible,.
Le mode sombre réduit la consommation des écrans OLED, les écrans LCD n'en bénéficient pas.
D'un point de vue médical le bénéfice de ce mode n'est pas établi, mais offrir aux utilisateurs la possibilité de l'activer est conseillée. Le mode expose l'utilisateur à moins de lumière bleue, soupçonnée d'être nocive pour la  rétine et certainement responsable de troubles du sommeil en cas d'exposition nocturne prolongée, les écrans et smartphones récents intègrent des filtres anti lumières bleues qui rendent inutiles l'usage du mode sombre.
Des extensions et des API permettent la configuration en mode sombre des navigateurs Web et des différents systèmes d'exploitation,.

## Historique

### Technologies antérieurs aux écrans vidéo

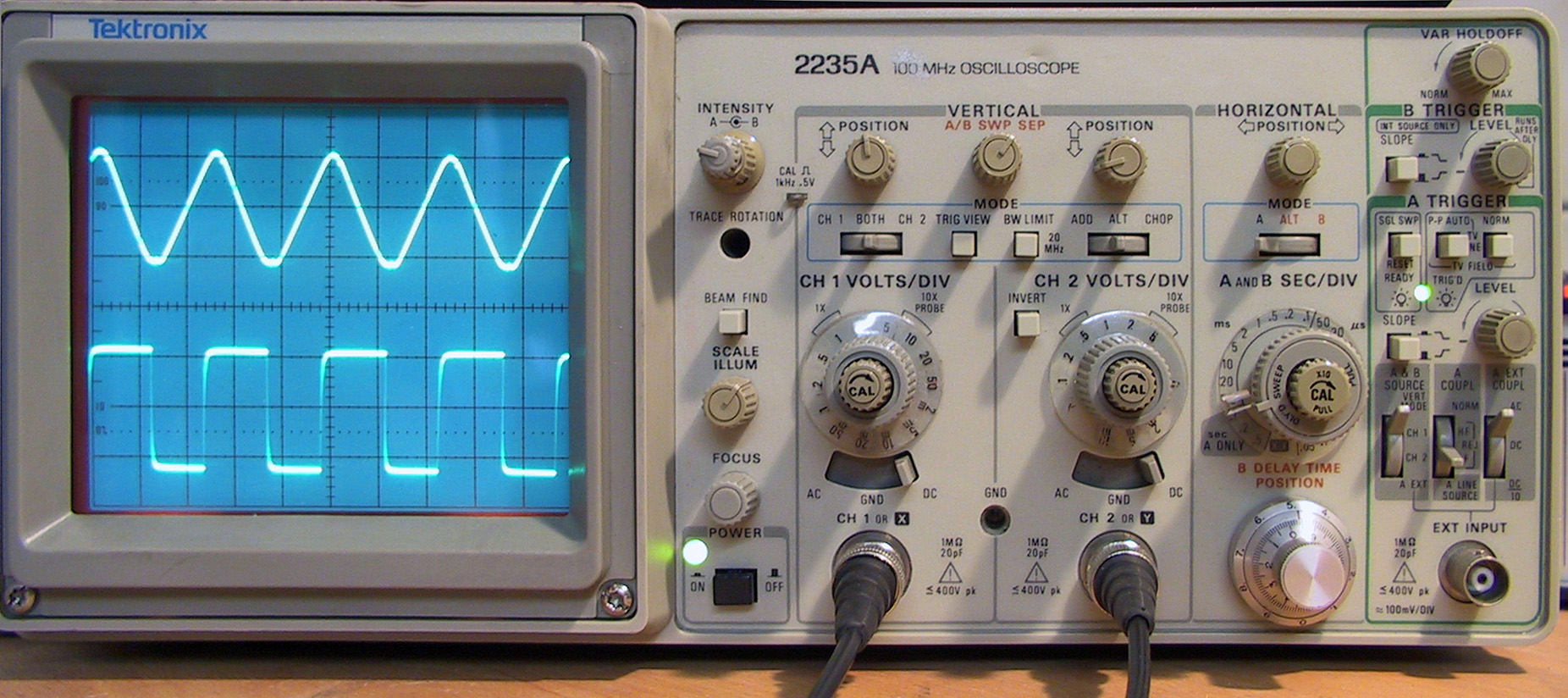
Un oscilloscope.

Les écrans précédents les écrans modernes, tels que les oscillographes cathodiques, et les oscilloscopes avaient tendance à dessiner les graphiques et à introduire les autres contenus comme des traces brillantes sur un fond noir.

### Premiers écrans vidéo, avant le WYSIWYG

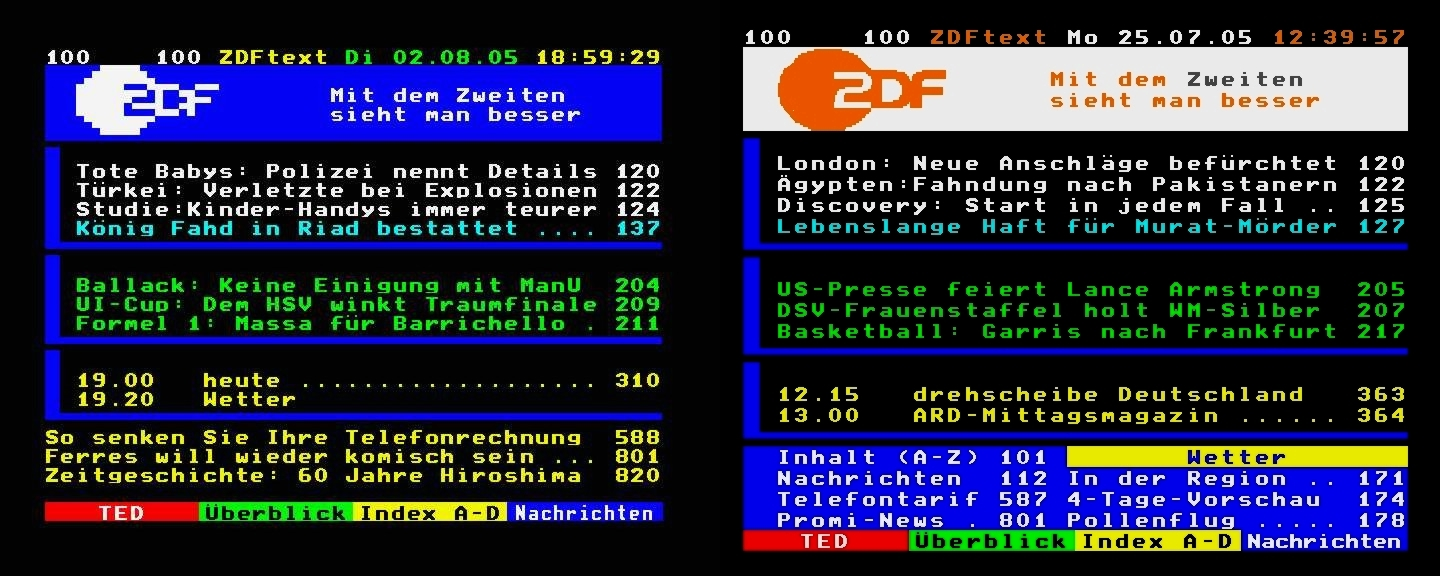
Un exemple de télétexte.

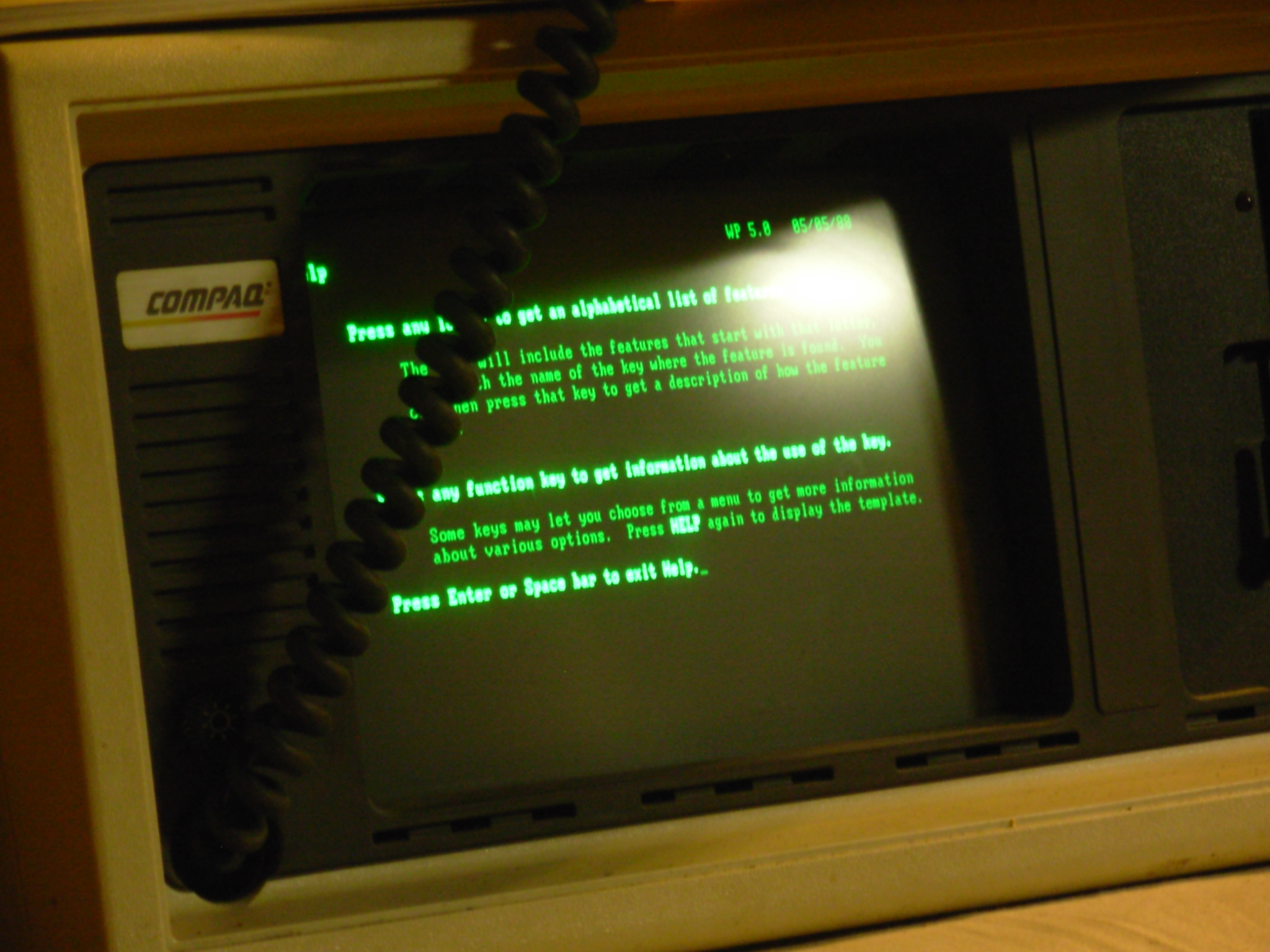
WordPerfect 5.0 pour DOS sur un PC Portable Compaq, 1988.

Les écrans précédant les écrans modernes, tels que les oscillographes cathodiques et les oscilloscopes, avaient tendance à dessiner les graphiques et à introduire les autres contenus comme des traces brillantes sur un fond noir. L'écran du Minitel était une matrice texte d'une taille de 25 lignes par 40 colonnes en mode vidéotex (huit nuances de gris) et exploitait un système de codage qui lui était propre. Un jeu de caractères graphiques, chacun constitué de six gros pixels, lui permettait d'afficher des images en mode « mosaïque », un peu à la manière de l'art ASCII[réf. nécessaire].
Avec l'advenue du télétexte, des recherches cherchèrent les meilleurs combinaisons de couleur pour le nouveau média. Le cyan ou jaune sur fond noir furent considérés optimal pour une palette en noir, rouge, vert jaune, bleu, magenta, cyan et blanc.

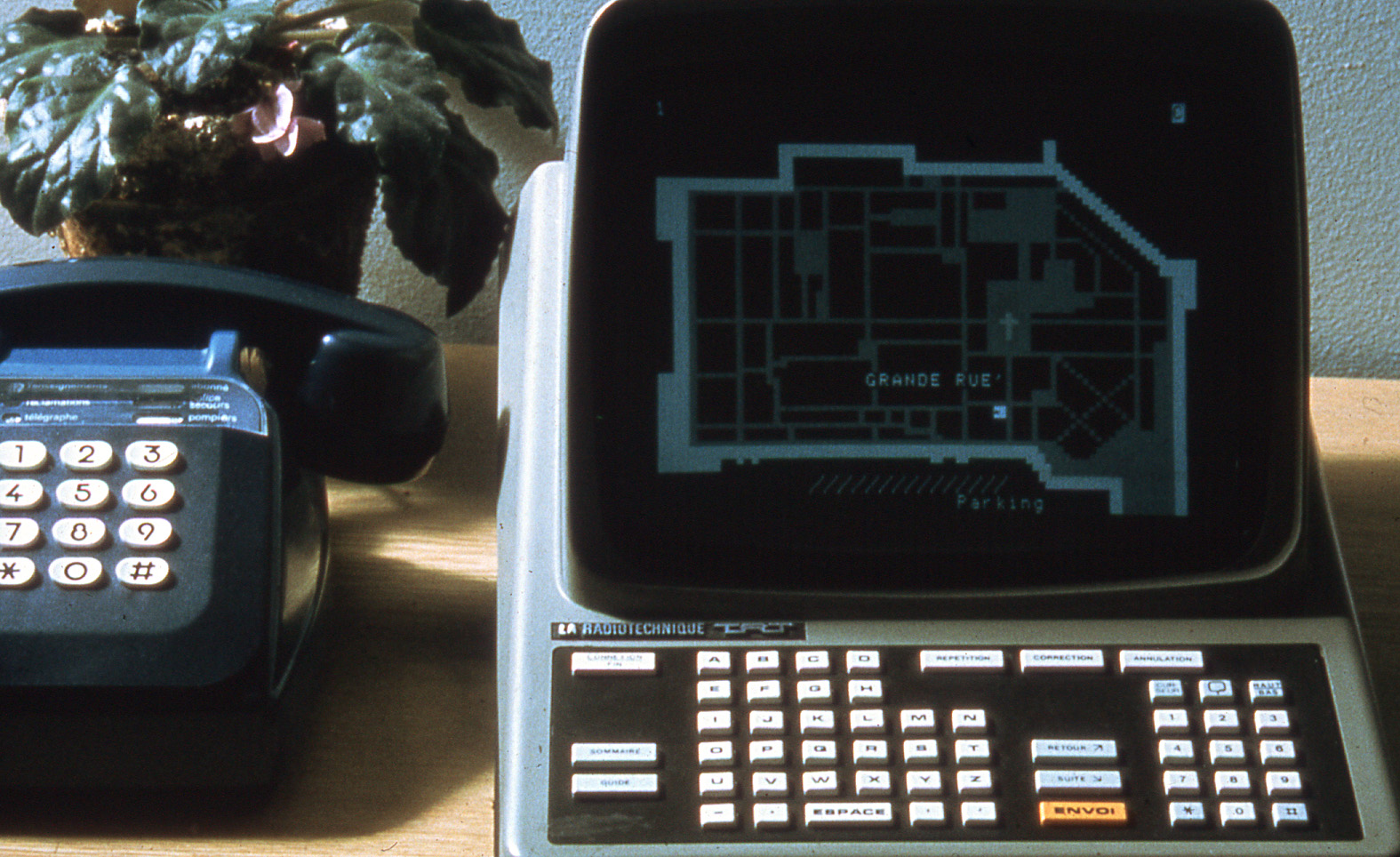
L'un des 55 premiers terminaux minitel, à clavier ABCD, distribués à Saint-Malo montre un plan des remparts (l'Intra-muros).
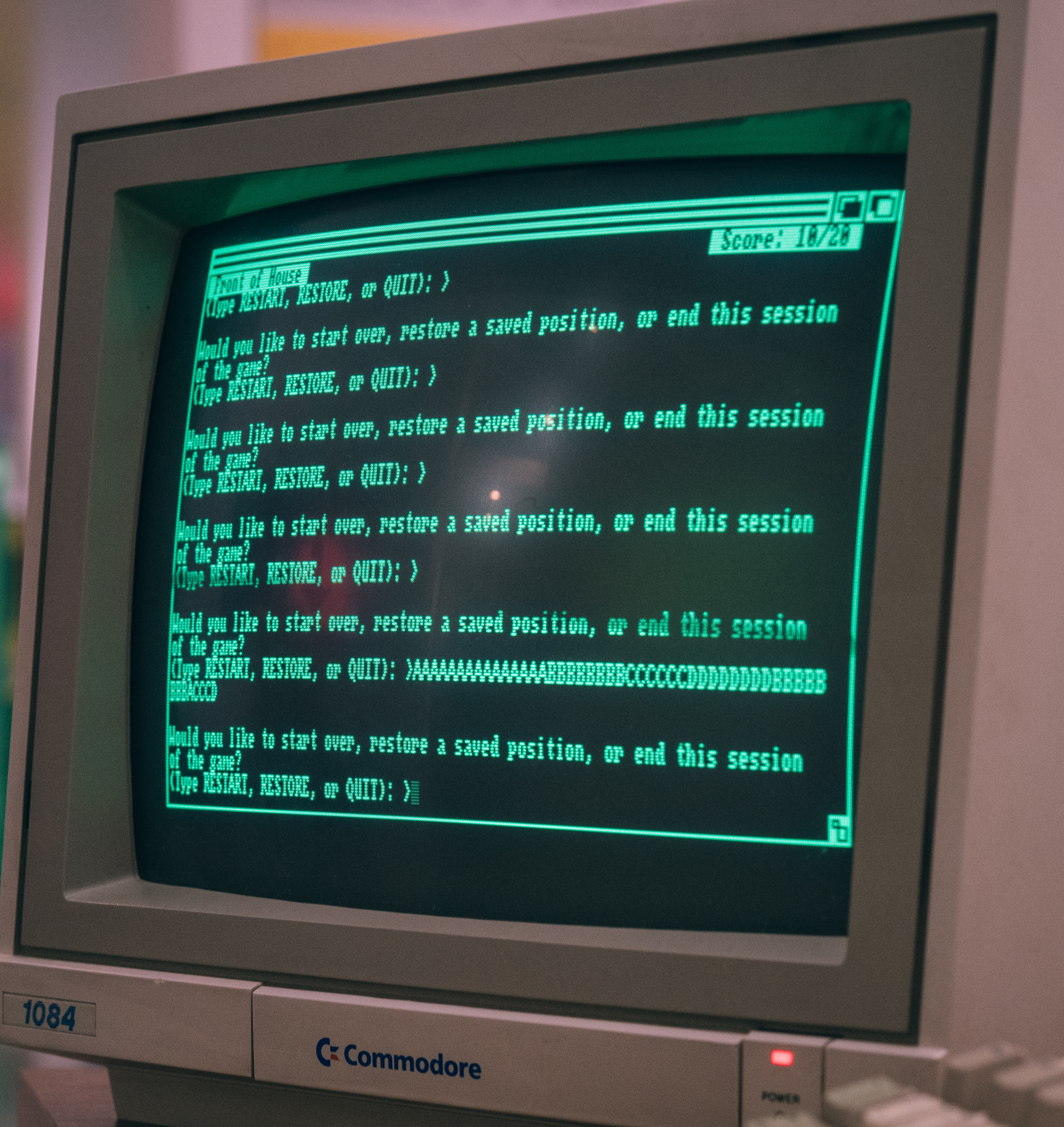
Le jeu vidé Zork sur un écran CRT en vert sur fond noir.

### Introduction du WYSIWYG

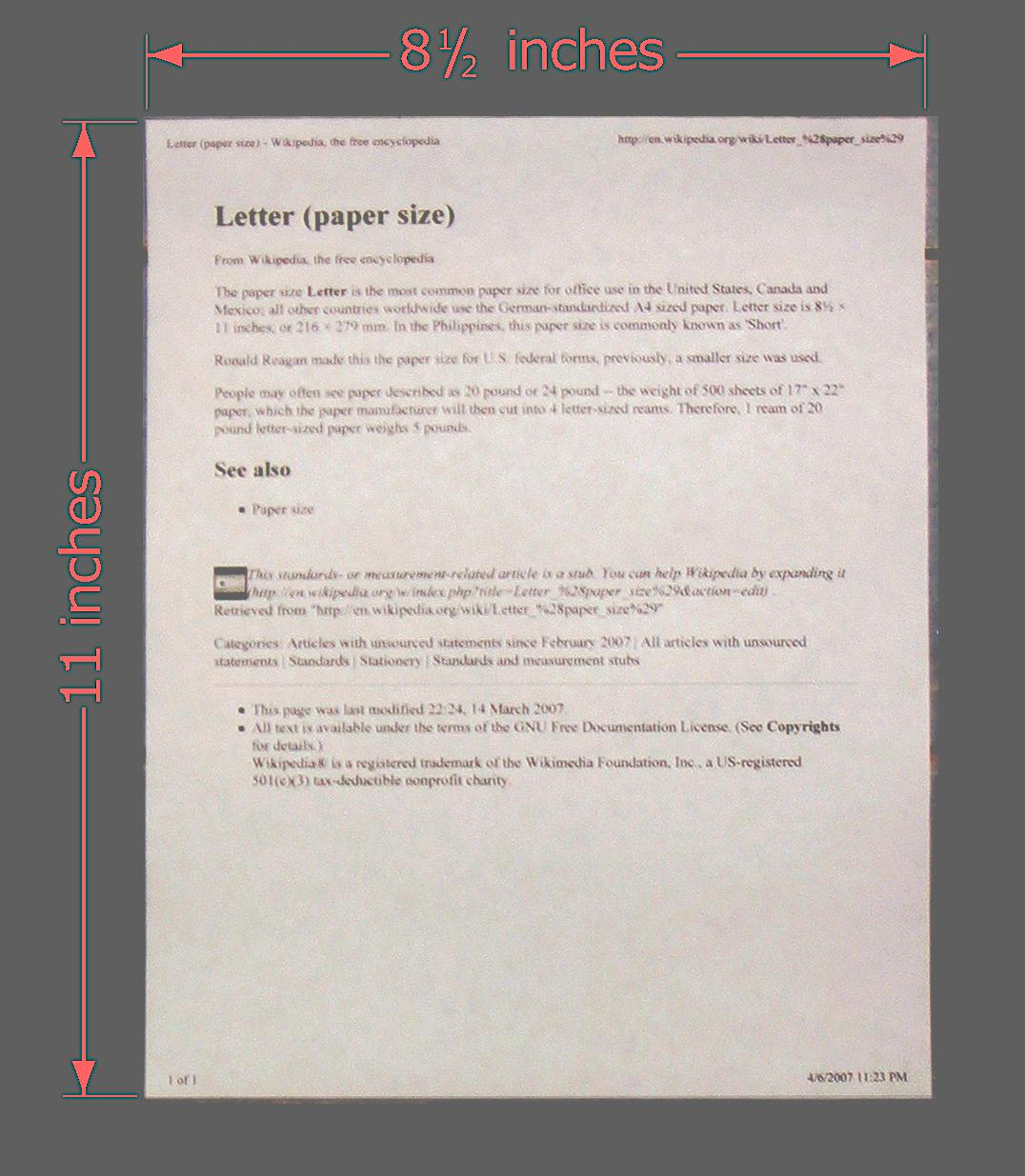
Exemple d'impression d'une page d'un site web sur du papier ordinaire blanc au format américain dit letter. Le mode WYSIWYG cherche à reproduire le rendu papier qui cherche à économiser l'encre. Ceci conduit à un fond blanc.

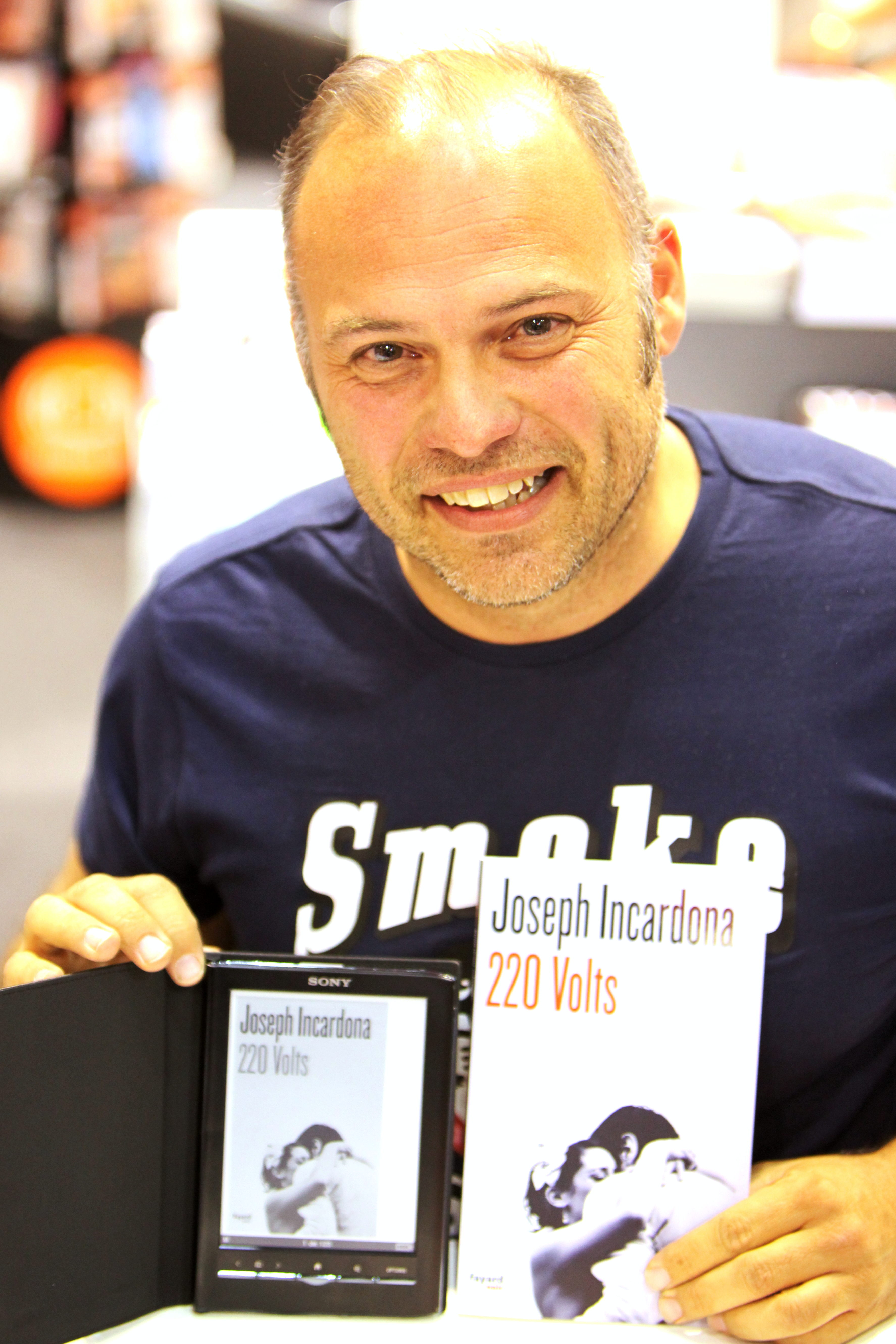
Une liseuse reproduit sur écran l'image du papier, souvent sur fond blanc

Le jeu de couleur opposé, un schéma dark-on-light color scheme light mode ou light theme), est introduit initialement avec le traitement de texte WYSIWYG (acronyme de la locution anglaise What You See Is What You Get, signifiant littéralement « ce que vous voyez est ce que vous obtenez ») pour simuler l'encre sur le papier, et devient la nouvelle norme.
Un système WYSIWYG, ou « tel écran, tel écrit » ou simplement « tel-tel » est toute interface utilisateur qui permet de composer visuellement le résultat voulu (sur papier), par exemple pour un logiciel de mise en page, un traitement de texte ou d’image. C'est une interface « intuitive » : l’utilisateur voit directement à l’écran à quoi ressemblera le résultat final.
Un logiciel WYSIWYG est un logiciel qui dispose d'une interface graphique qui permet à l'utilisateur de voir son document tel qu'il sera publié. Ces logiciels donnent de plus un accès intuitif aux fonctionnalités et permettent de cette manière de réaliser la mise en forme du document sans avoir à mémoriser et à utiliser des commandes complexes.
Le rendu visuel à l'écran est adapté au support privilégié, par exemple les logiciels de traitements de texte affichent le texte tel qu’imprimé sur une feuille A4. Les logiciels proposent parfois plusieurs modes WYSIWYG, plus ou moins proches de la réalité : un mode « aperçu », très fidèle et d'autres modes affichant des informations supplémentaires comme les marges ou les caractères non imprimables.
Avant l'invention et la généralisation des logiciels WYSIWYG, les éditeurs de textes utilisaient une police d'écran standard.

### Mode sombre
Microsoft introduit un thème sombre dans la mise à jour Anniversary Update de Windows 10 en 2016. En 2018, Apple suit avec macOS Mojave. En septembre 2019, à la fois iOS 13 et Android 10 introduisent les modes sombres,. Certains systèmes d'exloitation fournissent des outils pour changer le mode (sombre ou clair) automatiquement à l'aurore ou à l'aube.
Les navigateurs Firefox et Chromium ont des thèmes sombre optionnels pour tous les écrans internes. Les développeurs tiers peuvent aussi prendre en charge leur propre thème sombre. Divers greffons de navigateurs peuvent changer le thème d'un site web avec des schémas de couleur sombre, en s'alignant sur le thème du système.
En 2019, une option "prefers-color-scheme" est créée pour les développeurs de front-end web, sous forme d'une propriété CSS qui signale la choix de l'utilisateur pour leur système d'utiliser un thème de couleur lumineux ou sombre.
Le 24 novembre 2023, la fondation Wikimédia annonce se lancer dans le développement d'un mode sombre pour Wikipédia, devant le grand nombre de demandes. En juillet 2024, la fondation annonce le déploiement progressif de ce mode,, d'abord pour mobile, puis pour ordinateur de bureau.

## Aspect physiologiques
La vision dépend de la luminosité : les bâtonnets sont plutôt utilisés dans l'obscurité et les cônes dans un environnement diurne.

## Mode sombre et mode nuit ou «chaud»
Le mode sombre, adapté à l'usage des écrans dans un espace peu éclairé, n'est pas le mode nuit — dit aussi warm ou blanc chaud, qui est un changement de la couleur générale des écrans, pour qu'elle corresponde à une lumière artificielle (de température de couleur plus basse), plutôt qu'à la lumière du jour, comme l'affichage standard. L'exposition à une lumière du jour aux heures de la nuit est de nature à perturber l'alternance du sommeil et de la veille. Le mode nuit réduit l'émission de lumière bleue des écrans.
Le mode nuit n'exige aucune adaptation des contenus, c'est un réglage des écrans, au même titre que la luminosité ou le contraste. Le mode sombre ne change aucun réglage des écrans. C'est une transformation de l'ensemble des contenus, de sorte que les textes apparaissent en clair sur fond noir.

## Avantages et inconvénients
Le mode préféré peut dépendre de la luminosité d'ambiance.

### Avantages
Quelques avantages connus au mode sombre :
- réduction de la fatigue oculaire ;
- prolongation de la durée de vie de la batterie, pour les écrans portables ;
- focalisation avancée ;
- préférence esthétique ;
- confort nocturne.

### Défauts
Quelques défauts connus du mode sombre :
- Réduction de la lisibilité dans certains contextes ;
- accessibilité limitée ;
- fatigue de l’œil dans un environnement brillant ;
- altération de la perception des couleurs ;
- manque de standardisation.